# Buttelstedt
Buttelstedt é uma localidade e antigo município da Alemanha localizada no distrito de Weimarer Land, estado da Turíngia. Desde 1 de janeiro de 2019, forma parte do município de Am Ettersberg.
A cidade de Buttelstedt foi membro e sede do Verwaltungsgemeinschaft (plural: Verwaltungsgemeinschaften - português: corporações ou corpos administrativos centrais) de Buttelstedt